# Dominio del mondo

Rovescio dello Stemma degli Stati Uniti d'America;

Il dominio del mondo (anche detto dominio sul mondo, dominio globale, dominio mondiale, conquista del mondo o teoria del governo mondiale) è un'ipotetica forma di governo in cui una singola autorità politica detiene il potere su tutti gli abitanti della Terra. Vari individui o regimi hanno provato a realizzare questo obiettivo, senza mai conseguirlo.
Il tema è stato spesso sfruttato nelle opere di fantascienza e in particolare di fantapolitica, come pure nelle teorie del complotto.

## Ideologie

### Ideologie religiose
Le sette religiose fondamentaliste aventi una visione universalistica considerano talvolta come proprio compito il proselitismo, ovvero la conversione (pacifica o forzata) di quante più persone possibile alla propria religione senza restrizioni di origine nazionale o etnica.
Questo tipo di dominazione spirituale viene visto solitamente come distinto dalla dominazione temporale. Tuttavia, ci sono stati casi nella storia di cosiddette guerre sante, ovvero conflitti volti a tutelare o rafforzare determinati valori religiosi, così come gruppi marginali fondamentalisti che puntano all'instaurazione di una teocrazia globale, ovvero a un cambiamento sostanziale della società umana.

### Ideologie politiche
Esistono gruppi di persone aderenti a delle ideologie (fascismo, nazionalsocialismo, comunismo, ma anche forme estremiste di capitalismo) che perseguono attivamente lo scopo di instaurare una forma di governo coerente con il proprio credo politico o che ritengono che il mondo vada "naturalmente" verso l'adozione di una particolare forma di governo autoritario.